# Midtown Madness
Midtown Madness je videoigra iz 1999. godine. Razvila ju je tvrtka Angel Studios, a objavio Microsoft za Microsoft Windows. Demo inačica je izašla u travnju 1999., kao i puna inačica igre. Za ovu igru postoje dva nastavka: Midtown Madness 2 iz rujna 2000. i Midtown Madness 3 iz lipnja 2003. (za Xbox).

## Radnja igre
Radnja igre Midtown Madness se odvija u Chicagu. Igra vodi u otvoreni svijet vjetrovitog grada na jezeru Michigan. Cilj igre je pobjeđivanje na raznim utrkama i osvajanje raznih automobila.

## Načini igre

### Opis
U Midtown Madnessu postoje 4 načina igre:
- Cruise, u kojemu igrač može istraživati Chicago i njegove znamenitosti;
- Blitz, u kojemu igrač ima checkpointe do kojih mora stići prije isteka vremena;
- Checkpoint, u kojemu se igrač utrkuje s drugim automobilima te mora doći do kraja staze prije istih;
- Circuit, u kojemu se igrač također utrkuje s drugim automobilima, ali u krug, te mora preći određeni broj krugova prije ostalih.

Igrač započinje igru s 5 automobila: Volkswagen New Beetle, Panoz Roadster, Ford F-350, Ford Mustang GT i Freightliner Century kamion. Mora otključati još 5 automobila tako što pobjeđuje razne utrke. Kada odabere način igre (Cruise, Blitz, Checkpoint, Circuit), može promijeniti vrijeme, doba dana, broj pješaka, količinu prometa i količinu policije koja vas želi uhvatiti (u Cruise načinu može stalno mijenjati, dok u ostalim načinima samo ako su prošli određenu stazu).

### Multiplayer
Igra podržava TCP/IP način igre multiplayera. Do 2006. Midtown Madness je podržavao MSN Gaming Zone način multiplayera. Mogli ste se spojiti i na modem i preko serijskog kabela. U multiplayeru postoje 4 načina igre (ista kao u single-player načinu) i još jedan – Cops & Robbers.

## Vanjske poveznice
- Arhivirana službena web-stranica